# ماركوس أوليير
ماركوس أوليير (بالفرنسية: Charly Ollier)‏ هو لاعب كرة قدم فرنسي في مركز الوسط، ولد في 18 فبراير 1985. لعب مع نادي كليرمونت 63 ونادي مونتلوكون.